# 1929-es argentin labdarúgó-bajnokság (első osztály)
Az 1929-es Primera División volt a 38. alkalommal megrendezett, legmagasabb szintű labdarúgó-bajnokság Argentínában.
A címvédő a Huracán volt. A tornát a Gimnasia y Esgrima (LP) csapata nyerte meg, a bajnokság történetében először.
A bajnokság 1929. július 21-én kezdődött és 1930. február 9-én ért véget. A Colegiales visszatért a ligába. A ligát két csoportra osztották, amelyekből a két 1. helyezett kerül a döntőbe, míg a két 2. helyezett kvalifikálódik a bronzmérkőzésre. A B csoportban az 1. és a 2. helyezett (Boca Juniors és San Lorenzo) pontegyenlősége miatt egy bónusz mérkőzés kiírására volt szükség annak eldöntésére, hogy ki kerüljön a döntőbe és ki a bronzmérkőzésbe.

## Tabellák

### A csoport
| Hely. | Csapat                  | M  | Gy | D | V  | G+ | G– | Gk  | P  | Továbbjutás vagy kiesés |
| ----- | ----------------------- | -- | -- | - | -- | -- | -- | --- | -- | ----------------------- |
| 1.    | Gimnasia y Esgrima (LP) | 17 | 14 | 0 | 3  | 33 | 11 | +22 | 28 | Bejutott a döntőbe      |
| 2.    | River Plate             | 17 | 12 | 3 | 2  | 28 | 11 | +17 | 27 | Bronzmérkőzés           |
| 3.    | Lanús                   | 17 | 8  | 8 | 1  | 31 | 17 | +14 | 24 |                         |
| 4.    | Racing Club             | 17 | 10 | 4 | 3  | 24 | 17 | +7  | 24 |                         |
| 5.    | Almagro                 | 17 | 8  | 5 | 4  | 19 | 18 | +1  | 21 |                         |
| 6.    | Talleres (RE)           | 17 | 7  | 5 | 5  | 16 | 13 | +3  | 19 |                         |
| 7.    | San Fernando            | 17 | 6  | 5 | 6  | 31 | 20 | +11 | 17 |                         |
| 8.    | Colegiales (F)          | 17 | 5  | 7 | 5  | 28 | 28 | 0   | 17 |                         |
| 9.    | El Porvenir             | 17 | 7  | 3 | 7  | 19 | 26 | −7  | 17 |                         |
| 10.   | Estudiantes (LP)        | 17 | 7  | 2 | 8  | 32 | 20 | +12 | 16 |                         |
| 11.   | Tigre                   | 17 | 5  | 5 | 7  | 28 | 23 | +5  | 15 |                         |
| 12.   | Argentino del Sud       | 17 | 6  | 3 | 8  | 14 | 24 | −10 | 15 |                         |
| 13.   | Banfield                | 17 | 5  | 4 | 8  | 18 | 23 | −5  | 14 |                         |
| 14.   | Huracán                 | 17 | 6  | 1 | 10 | 26 | 11 | +15 | 13 |                         |
| 15.   | Atlanta                 | 17 | 4  | 3 | 10 | 10 | 24 | −14 | 11 |                         |
| 16.   | San Isidro              | 17 | 3  | 3 | 11 | 14 | 36 | −22 | 9  |                         |
| 17.   | Estudiantes (BA)        | 17 | 2  | 4 | 11 | 8  | 41 | −33 | 8  |                         |
| 18.   | Platense                | 17 | 3  | 1 | 13 | 7  | 23 | −16 | 7  |                         |

### B csoport
| Hely. | Csapat                 | M  | Gy | D | V | G+ | G– | Gk  | P  | Továbbjutás vagy kiesés |
| ----- | ---------------------- | -- | -- | - | - | -- | -- | --- | -- | ----------------------- |
| 1.    | Boca Juniors           | 16 | 13 | 1 | 2 | 31 | 11 | +20 | 27 | Rájátszás               |
| 2.    | San Lorenzo            | 16 | 12 | 3 | 1 | 42 | 15 | +27 | 27 | Rájátszás               |
| 3.    | Independiente          | 16 | 7  | 6 | 3 | 38 | 18 | +20 | 20 |                         |
| 4.    | Estudiantil Porteño    | 16 | 8  | 4 | 4 | 26 | 21 | +5  | 20 |                         |
| 5.    | Chacarita Juniors      | 16 | 8  | 4 | 4 | 23 | 20 | +3  | 20 |                         |
| 6.    | Vélez Sarsfield        | 16 | 9  | 2 | 5 | 23 | 21 | +2  | 20 |                         |
| 7.    | Argentinos Juniors     | 16 | 5  | 5 | 6 | 16 | 22 | −6  | 15 |                         |
| 8.    | Barracas Central       | 16 | 7  | 1 | 8 | 16 | 30 | −14 | 15 |                         |
| 9.    | Sportivo Palermo       | 16 | 6  | 2 | 8 | 14 | 21 | −7  | 14 |                         |
| 10.   | Quilmes                | 16 | 6  | 2 | 8 | 8  | 26 | −18 | 14 |                         |
| 11.   | Defensores de Belgrano | 16 | 4  | 4 | 8 | 12 | 18 | −6  | 12 |                         |
| 12.   | Sportivo Buenos Aires  | 16 | 4  | 4 | 8 | 20 | 19 | +1  | 12 |                         |
| 13.   | Excursionistas         | 16 | 5  | 2 | 9 | 20 | 33 | −13 | 12 |                         |
| 14.   | Argentino (Q)          | 16 | 4  | 3 | 9 | 16 | 17 | −1  | 11 |                         |
| 15.   | Argentino (B)          | 16 | 3  | 5 | 8 | 21 | 28 | −7  | 11 |                         |
| 16.   | Ferro Carril Oeste     | 16 | 2  | 6 | 8 | 23 | 25 | −2  | 10 |                         |
| 17.   | Sportivo Barracas      | 16 | 3  | 4 | 9 | 13 | 17 | −4  | 10 |                         |

### Rájátszás
| 1930. január 19. |

| Boca Juniors  | 2–2 | San Lorenzo       |
| ------------- | --- | ----------------- |
| Kuko Evaristo |     | D. García Arrieta |

| Estadio Alvear y Tagle, Buenos Aires |

#### 1. ismétlés
| 1930. január 26. |

| Boca Juniors    | 2–2 | San Lorenzo       |
| --------------- | --- | ----------------- |
| Evaristo Muttis |     | D. García Foresto |

| Estadio Racing Club, Avellaneda |

#### 2. ismétlés
| 1930. február 2. |

| Boca Juniors      | 3–1 | San Lorenzo  |
| ----------------- | --- | ------------ |
| Evaristo Moreyras |     | Carricaberry |

| Estadio Alvear y Tagle, Buenos Aires |

### Bronzmérkőzés
Mivel a mérkőzésen nem jelentek meg a San Lorenzo játékosai, így a harmadik helyezett a River Plate csapata lett.

### Döntő
| 1930. február 9. |

| Gimnasia y Esgrima (LP) | 2–1 | Boca Juniors  |
| ----------------------- | --- | ------------- |
| Maleanni 62' 70'        |     | Di Gianno 30' |

| Estadio Alvear y Tagle, Buenos Aires Játékvezető: Di Tomaso |

A Gimnasia y Esgrima (LP) csapata szerezte meg a bajnoki címet.